# Karl Beer (Architekt)
Karl Beer (* 16. Mai 1886 in Ulm; † 17. November 1965 in Zürich) war ein zunächst in Stuttgart und später in der Schweiz tätiger Architekt.

## Leben

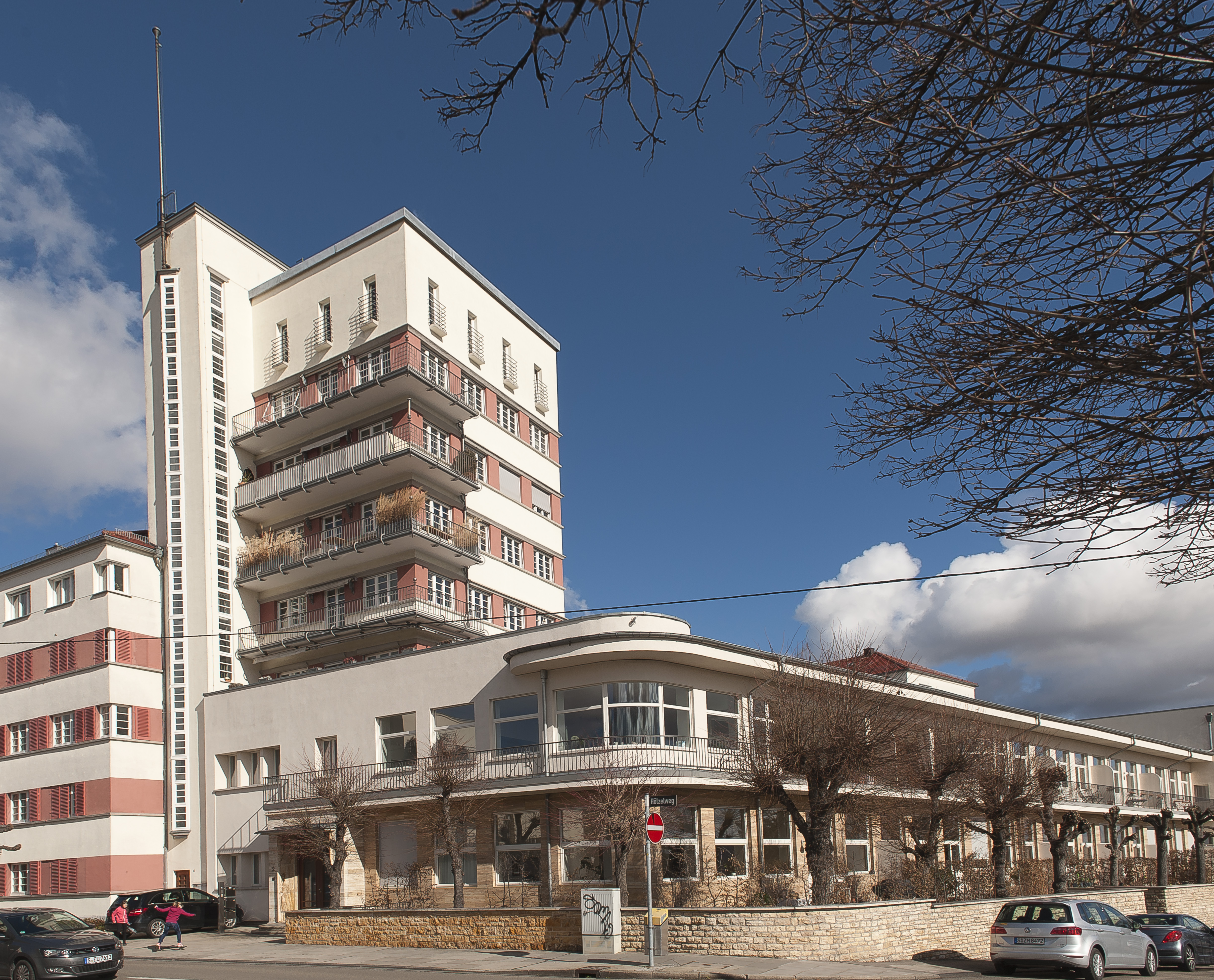
Friedrich-Ebert-Bau Stuttgart

Karl Beer wurde als Sohn eines Zimmermeisters in Ulm geboren. Nach dem Besuch der Mittelschule machte er im elterlichen Betrieb eine Lehre als Zimmermann. Nach der Lehre besuchte er die Baugewerkschule Stuttgart, eine Vorgängerin der heutigen Hochschule für Technik Stuttgart, an der er im Jahr 1910 sein Examen bei Clemens Hummel machte. Bis zum Jahr 1915 arbeitete er in dessen Architekturbüro.
Etwa 1914 gründete er die Architekten-Gemeinschaft Pfeiffer-Beer, die bis 1920 bestand. In den Jahren 1921 bis 1923 war er als freier Architekt tätig. Seit 1924 lag sein Tätigkeitsschwerpunkt im Bereich des genossenschaftlichen Wohnungsbaus, insbesondere im Auftrag des „Bau- und Heimstättenvereins Stuttgart“.
Nach seiner Übersiedlung in die Schweiz arbeitete er zunächst berufsfremd im Betrieb von Verwandten, bevor er ab 1937 zunächst mit dem Bauunternehmer Albert Lück zusammenarbeitete. Nach und nach baute er nicht nur in Zürich, sondern auch in Luzern und Bern. Auch in der Schweiz war er hauptsächlich für Wohnungsbaugenossenschaften tätig.
Im Jahr 1960 richtete Beer erneut ein Büro in Stuttgart ein, kehrte aber nicht wieder nach Deutschland zurück.
Karl Beer war verheiratet und hatte zwei Kinder. Ab dem Jahr 1926 hatte er für die SPD einen Sitz im Gemeinderat von Obertürkheim. Im März 1931 wurde er Opfer einer Verleumdungskampagne im NS-Kurier, einer nationalsozialistischen Tageszeitung für Württemberg und Hohenzollern.
Im Jahr 1933 zog die Familie nach Stuttgart um. Am 20. März 1933 erhielt er durch den Staatskommissar Karl Strölin ein Hausverbot für das Rathaus, das seine Arbeit als Gemeinderat unterband. Den psychischen Belastungen nicht mehr gewachsen, erlitt er einen Zusammenbruch und entzog sich der drohenden Verhaftung durch den Rückzug in die Nervenheilanstalt Kennenburg, von wo er jedoch nach vierwöchigem Aufenthalt abgeholt wurde und von Mai 1933 bis August 1933 im städtischen Gefängnis Stuttgart – in der Büchsenstraße – in „Schutzhaft“ genommen wurde.
Die Abstammung von einem Schweizer Großvater sicherte ihm und seiner Familie die Schweizer Bürgerrechte, und die Familie siedelte im Jahr 1935 nach Zürich über.
Im Jahr 1937 trat er in die Sozialdemokratische Partei der Schweiz ein, übernahm jedoch keine Aufgaben in der Partei.

## Bauten

### Raum Stuttgart

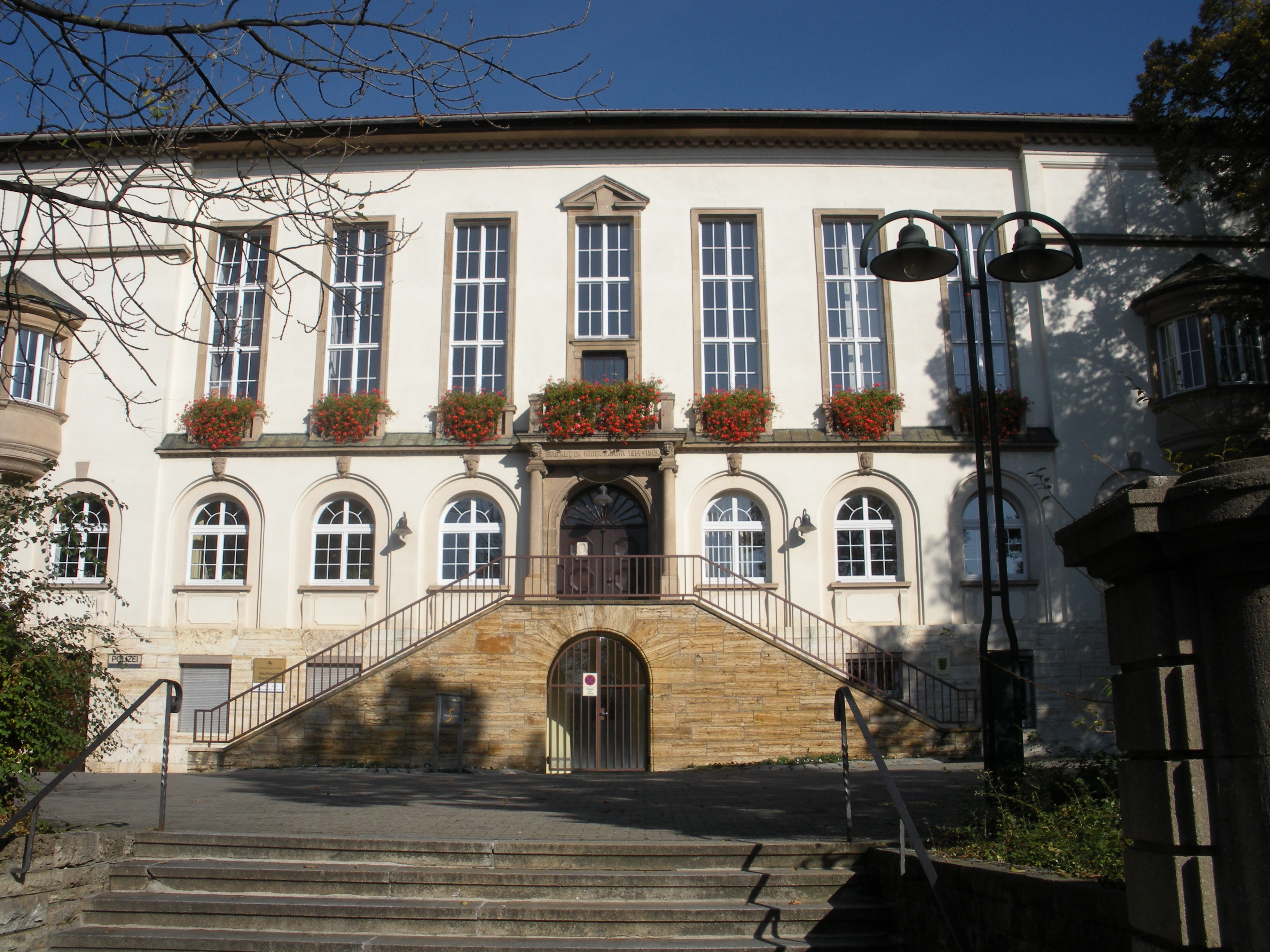
Bezirksrathaus Stuttgart-Obertürkheim

- 1914–1916: Rathaus Obertürkheim (als Mitarbeiter von Clemens Hummel)
- 1916–1920: verschiedene Gebäude der „Armeekonservenfabrik W. Leibbrand“ mit seinem Partner Pfeiffer in Schorndorf
- Verwaltungsgebäude der „Württembergischen Zieh- und Hammerwerke“ in Obertürkheim
- ab 1924 entstanden verschiedene Bauten für den „Bau- und Heimstättenverein Stuttgart“ unter anderem die „Siedlung Schönblick“ (auch „Friedrich-Ebert-Bau“) mit dem „Höhenrestaurant Schönblick“ und dem achtgeschossigen Wohnturm auf dem Killesberg in Stuttgart-Nord, „Siedlung am Westbahnhof“ in Stuttgart-West, Wohnungen und Siedlungshäuser aus dem „Reichsergänzungsprogramm“ in Gaisburg und Cannstatt, „Teilgebiet der Erwerbslosensiedlung“ in Steinhaldenfeld.

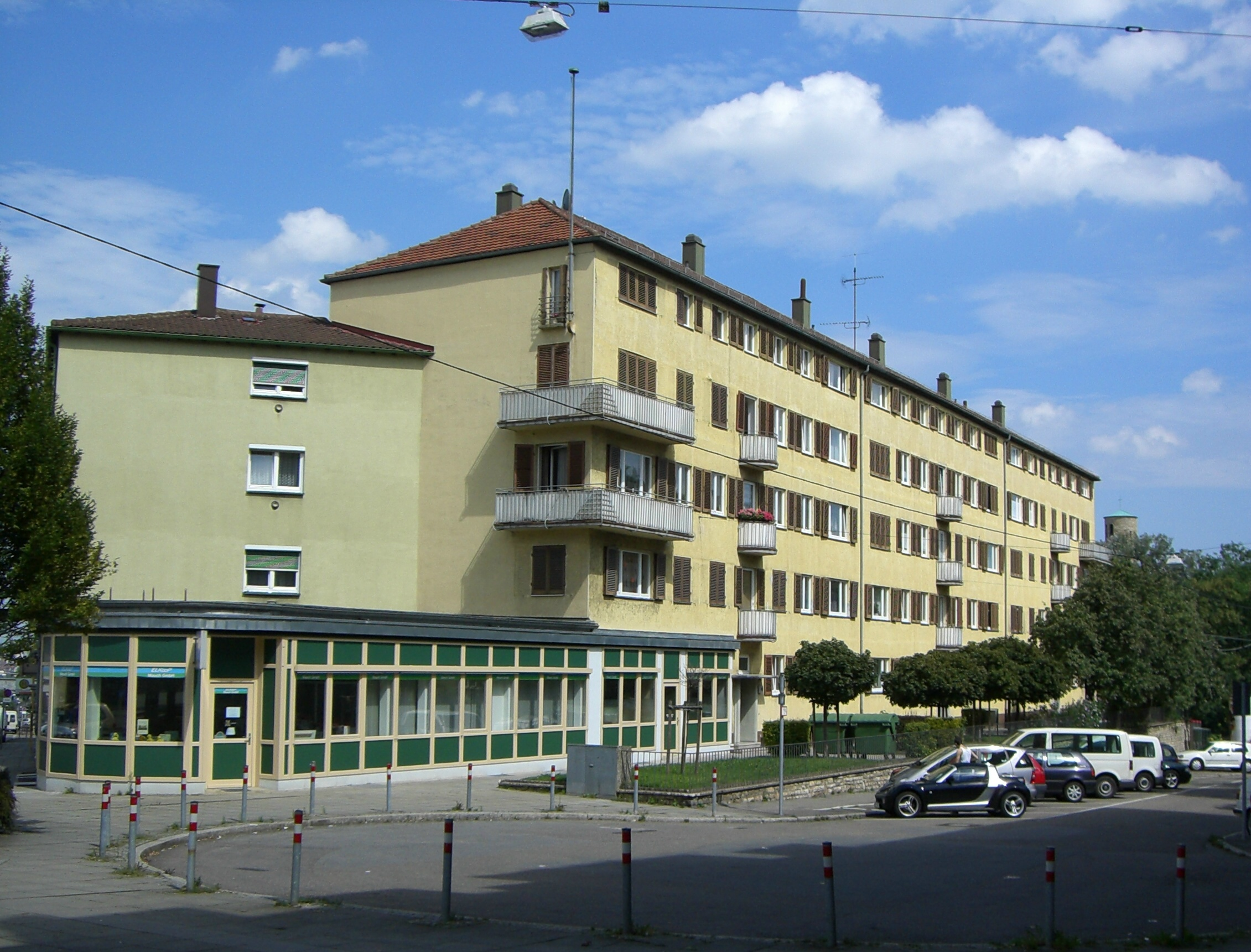
Wohnsiedlung Wagenburgstraße

- 1928–1930: Wohnkomplex im Stuttgarter Osten, der Hochburg des Arbeitersiedlungsbaus, an der Grenze zwischen Ostheim und Gablenberg. Wohnsiedlung Wagenburgstraße Ein langgestrecktes fünfgeschossiges Gebäude an der Wagenburgstraße wird von viergeschossigen, schräg ansetzenden Flügelbauten an der Tal- und Klingenstraße zur unregelmäßigen Blockrandbebauung ergänzt; alle Gebäude sind mit flachen Walmdächern gedeckt. An der Ecke Talstraße/Wagenburgstraße laufen die beiden Flügel in einen Flachbau für Läden aus. Die Fassade des Haupttrakts wird durch kleine, halbrunde Balkone in der Achse der drei Hauseingänge rhythmisiert. An den Außenkanten sind Balkone um die Ecke herumgezogen. Dieses Motiv findet sich auch an Beers bekanntestem Gebäude, dem Turmhaus des Friedrich-Ebert-Hofs. Eine expressive Note erhält der Komplex durch Details wie die sorgfältig  gestalteten Balkonbrüstungen oder die schwungvolle Rundung des Ladenanbaus. Diese Wohnanlage wurde im Fassadenwettbewerb 1976 „Stuttgart bekennt Farbe“ für vorbildliche Gestaltung zur Verschönerung des Stadtbildes ausgezeichnet und ist im Architekturführer Stuttgart aufgeführt. 2012 will der „Bau- und Heimstättenverein Stuttgart“ als Eigentümer die Gebäude abreißen. Andreas Hubler konnte durch Gründung einer Bürgerinitiative für den Erhalt des Gebäudes im Jahr 2012 eine Mehrheit des Stadtrates überzeugen, dass der Abriss des Gebäudes verhindert werden sollte.[3] Es wurde eine Erhaltungssatzung aufgestellt, und die Immobilien wurde wegen der Verhinderung des Abrisses später verkauft.[4]
- Ende der 1920er Jahre entstanden auch Wohnbauten für die „Gemeinnützige Baugenossenschaft“  in Stuttgart-Degerloch und für die „Gemeinnützige Wohnungsfürsorge der Württembergischen Mietervereine Stuttgart (GWF)“ in Gaisburg.
- 1931–1933: „Volkshaus“ für den Deutschen Gewerkschaftsbund in Stuttgart
- 1948–1956: Aus- und Umbau der im Rohbau fertiggestellten HJ-Gebietsführerschule Württemberg zum „Sanatorium Schillerhöhe“ in Gerlingen
- 1960–1965: weitere Wohngebäude für die „Stuttgarter Wohn- und Siedlungsgesellschaft“ in Stuttgart-Heumaden und Stuttgart-Hedelfingen
- Darüber hinaus entstanden mehrere Häuser für private Auftraggeber.

### Schweiz

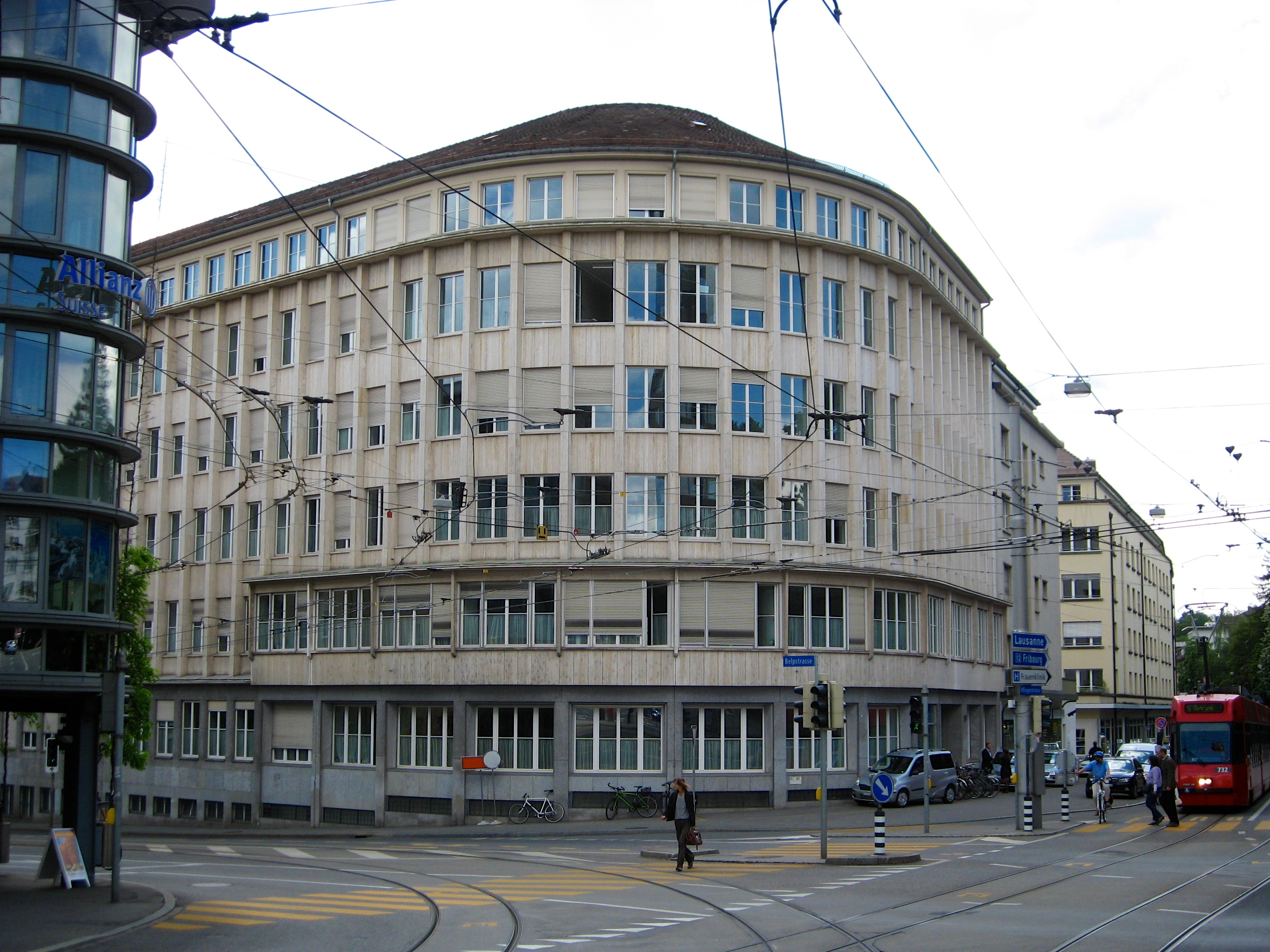
Bürogebäude Bern Effingerstrasse 27

- 1937–1940: Mehrfamilienhäuser in Zürich in der Friedacker-, Stein-, Hallwyl-, Schimmel-, Verena-Conzett-, Dufour-, Werdstrasse und im Beustweg
- 1939–1940: Bürohaus mit Ladenlokal als Sitz des „Schweizer Metall- und Uhrenarbeiterverbandes (SMUV)“
- 1939–1940: Mehrfamilienhäuser für private Bauherren in Zürich, Luzern, Bern
- 1942–1944: ehemaliges Verwaltungsgebäude für die „Eidgenössische Steuerverwaltung“ in der Effingerstrasse in Bern
- 1943–1948: Mehr- und Einfamilienhäuser im Auftrag der „Gewerkschaftlichen Wohn- und Baugenossenschaft Zürich (Gewobag)“ in Bern, Wädenswil und Chur
- 1949–1950: Fabrikationsgebäude für die SADA-Genossenschaft[5] in Zürich
- 1952–1953: Schmelzhaus für die „Farbenfabrik Vernicolor“ in Meilen
- 1953–1956: Hotelrestaurant mit Saalanbau, Kegelbahnen, Läden und Wohnungen für die „Landhaus AG“ in Seebach
- 1956–1957: ein Fabrikationsgebäude für die „Farbenfabrik Vernicolor“ in Meilen
- 1956–1957: Geschäftshaus mit Postamt und Autohalle für die „Helvetia Laden AG, Genf“ in St. Gallen
- 1951–1960: weitere Mehr- und Einfamilienhäuser entstehen für die „Baugenossenschaft Merkur“, SADA, Gewobag und private Bauherren in Thalwil, Schwamendingen, Albisrieden, Küsnacht und Schlieren
- 1960–1962: Schulhaus mit Mehrzweckhalle und Kindergarten als Realisierung eines Wettbewerbsentwurfs in Sedrun, desgleichen 1962–1963 in Rabius und 1964–1966 in Somvix